# Mustafa Khalil
Mustafa Khalil (em árabe مصطفى خليل‎) (Qaliuba, 18 de novembro de 1920 – Cairo, 7 de junho de 2008) foi um político egípcio e primeiro-ministro do Egito de 2 de outubro de 1978 a 15 de maio de 1980. Khalil também serviu como Ministro das Relações Exteriores egípcio de 17 de fevereiro de 1979 até 15 de maio de 1980, após a renúncia do titular do cargo devido às objeções às negociações de paz entre o Egito e Israel. Khalil era mais conhecido por seu papel integral nas negociações que levaram ao tratado de paz do Acordo de Camp David de 1979 entre o Egito e Israel.
Mustafa Khalil acompanhou o presidente egípcio Anwar Sadat em sua primeira visita histórica a Jerusalém, Israel, em novembro de 1977, para se encontrar com o primeiro-ministro de Israel, Menachem Begin. Khalil também era secretário-geral da União Socialista Árabe na época. A visita de Sadat e Khalil abriu caminho para as negociações do presidente dos Estados Unidos Jimmy Carter, que acabaram levando aos acordos de Camp David. O ex- secretário-geral das Nações Unidas, Boutros Boutros-Ghali, que atuou como vice-primeiro-ministro Ministro das Relações Exteriores de Khalil que também viajou com Khalil e Sadat para Israel em 1977, falou sobre o importante papel que Khalil desempenhou nas negociações de paz, "Khalil contribuiu no serviço ao país por mais de 50 anos e participou da promoção da paz e construindo a base do desenvolvimento ... Continuamos as negociações juntos que terminaram no tratado de paz egípcio-israelense que lançou o processo de paz na região".
Khalil serviu como primeiro-ministro do Egito de 1978 até 1980. Nos últimos anos, Khalil serviu como vice-presidente do Partido Nacional Democrático, que era o partido governante do Egito. Ele renunciou ao cargo em novembro de 2007. Ele nasceu no governo de Al Qalyubiyah. Khalil frequentou a Universidade de Illinois, onde recebeu um mestrado e doutorado em 1948 e 1951.
 

Mustafa Khalil morreu em 7 de junho de 2008, aos 88 anos, em um hospital no Cairo, Egito. De acordo com MENA, a agência de notícias estatal do Egito, Khalil estava sendo tratado no hospital de uma doença não especificada na época. Ele deixou sua esposa, Nehal, seu filho, um empresário egípcio e ex-parlamentar Hisham Mustafa Khalil e sua filha Zeinab Khalil. Seu funeral de estado em 9 de junho de 2008 foi um grande acontecimento com a presença do presidente egípcio Hosni Mubarak e dignitários do Egito e do exterior.